# 34th Street-Herald Square
34th Street-Herald Square è una stazione della metropolitana di New York. È costituita da due diverse stazioni situate sulle linee BMT Broadway e IND Sixth Avenue e collegate tra di loro a partire dal 1948.
Nel 2015 la stazione è stata utilizzata da 39 541 865 passeggeri, risultando la terza più trafficata della rete.

## Storia
La stazione sulla linea BMT Broadway venne aperta il 5 gennaio 1918, come parte del prolungamento verso nord della linea compreso tra le stazioni di Union Square e Times Square. La stazione sulla linea IND Sixth Avenue fu invece aperta il 15 dicembre 1940, come parte del prolungamento della linea tra le stazioni di Broadway-Lafayette Street e Rockefeller Center. Le due stazioni furono collegate a partire dal 1º luglio 1948. Negli anni 1970 entrambe le stazioni furono sottoposte ad una prima ristrutturazione e negli anni 1990 ad una seconda che le rese accessibili.
Il 18 agosto 2004, Shahawar Matin Siraj e James Elshafay furono arrestati con l'accusa di progettare un attentato nella stazione in occasione della Convention Repubblicana di quell'anno. Siraj fu poi condannato a 30 anni di reclusione.

## Strutture e impianti
La stazione sulla linea BMT Broadway è una stazione sotterranea con quattro binari e due banchine ad isola. Ogni banchina possiede tre scale e un ascensore che portano al mezzanino all'estremità nord e anche un'altra scala all'estremità sud. È posta sotto l'incrocio tra Broadway e 34th Street ad una profondità di circa 6 metri.

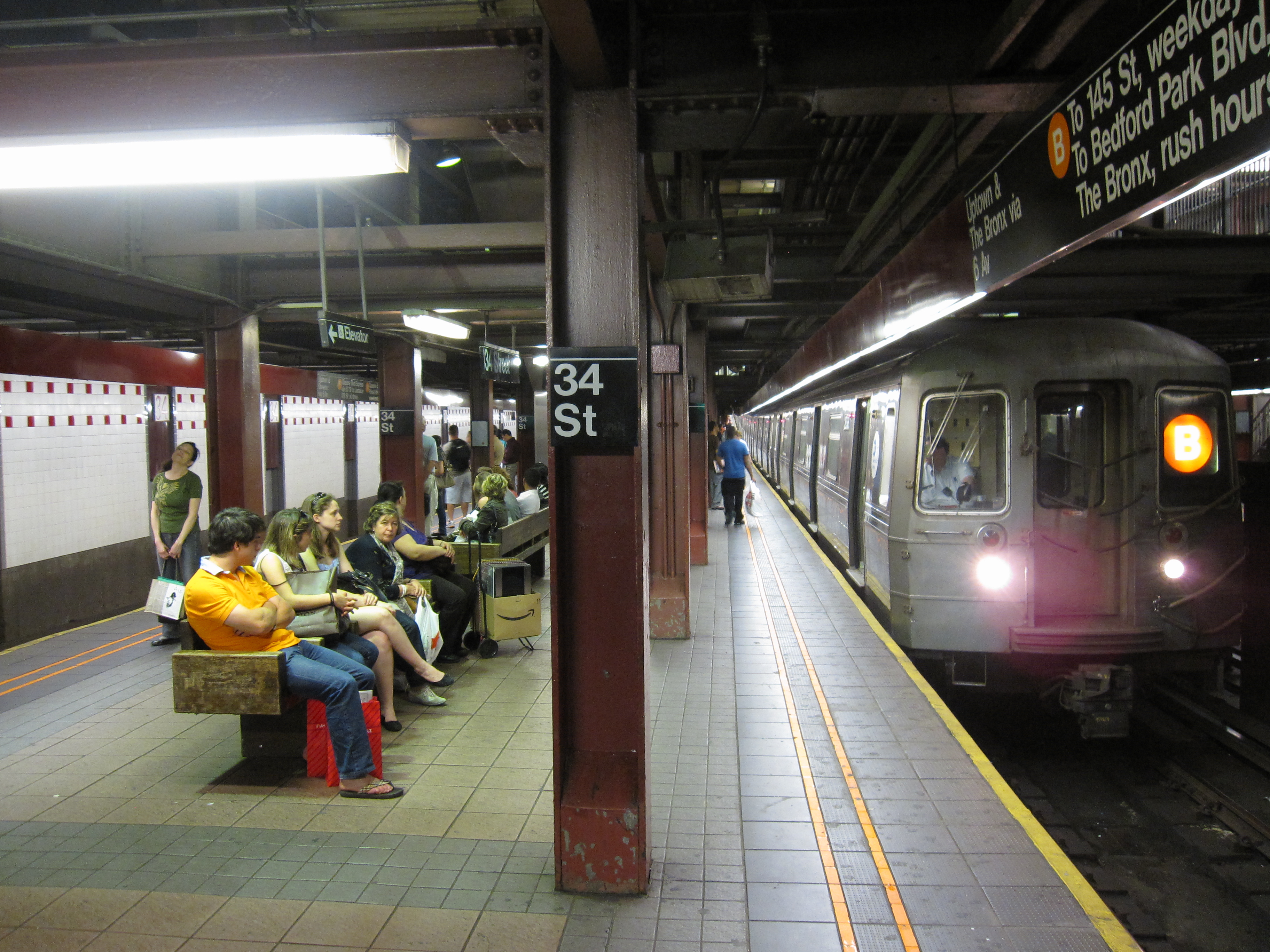
Banchina della linea Sixth Avenue.

Anche la stazione sulla linea IND Sixth Avenue è una stazione sotterranea con quattro binari e due banchine ad isola. Gli ascensori per il mezzanino sono posti all'estremità nord delle banchine, mentre le scale che portano al Manhattan Mall sono poste all'estremità sud. Inoltre, le due banchine, che dispongono anche di altre scale e scale mobili, hanno una lunghezza differente, con quella in direzione nord più lunga di quella in direzione sud. È posta sotto l'incrocio tra Sixth Avenue e 34th Street ad una profondità di circa 12 metri, resa necessaria per evitare interferenze con le preesistenti banchine della BMT e della PATH.
Le stazioni sono dotate di un ampio mezzanino comune dove sono situati i tornelli, il gabbiotto dell'agente di stazione, il collegamento con la stazione della PATH e le scale e gli ascensori che portano al livello stradale. In totale dispone di uscite su Broadway, Sixth Avenue, 35th Street, 34th Street, 33rd Street e 32nd Street.
In passato era presente anche un collegamento, esterno ai tornelli, con la stazione di 34th Street-Penn Station per permettere ai passeggeri di raggiungere la stazione di Pennsylvania senza salire in superficie. Tuttavia, quando tra gli anni 1970 e '80 il tasso di criminalità della metropolitana aumentò notevolmente il passaggio iniziò ad essere pericoloso e venne quindi chiuso negli anni 1990. Stessa sorte toccò anche ad un collegamento con la vicina stazione di 42nd Street-Bryant Park, chiuso il 23 marzo 1991 dopo uno stupro ed essendo ormai diventato un ritrovo per senzatetto e tossicodipendenti.
Negli anni 1970 il complesso venne rinnovato modificandone l'aspetto originario attraverso la sostituzione delle piastrelle e dei mosaici d'epoca e delle lampade a incandescenza con piastrelle anni 1970 e lampade fluorescenti. I rivestimenti originari furono poi ripristinati con la ristrutturazione degli anni 1990, che portò anche all'installazione di un nuovo sistema sonoro per gli annunci, di nuove luci e indicazioni e che rese le due stazioni accessibili.

## Movimento
La stazione è servita dai treni di otto linee della metropolitana di New York:
- Linea B Sixth Avenue Express, attiva solo nei gironi feriali esclusa la notte;[12]
- Linea D Sixth Avenue Express, sempre attiva;[13]
- Linea F Sixth Avenue Local, sempre attiva;[14]
- Linea M Sixth Avenue Local, attiva solo nei gironi feriali esclusa la notte;[15]
- Linea N Broadway Express, sempre attiva;[16]
- Linea Q Broadway Express, sempre attiva;[17]
- Linea R Broadway Local, sempre attiva, tranne di notte;[18]
- Linea W Broadway Local, attiva solo nei giorni feriali esclusa la notte.[19]

## Interscambi
La stazione è servita da diverse autolinee gestite da MTA Bus e NYCT Bus ed interscambia con due delle quattro linee della metropolitana regionale Port Authority Trans-Hudson presso la stazione di 33rd Street, con la quale è collegata direttamente. Inoltre, ad un isolato di distanza si trova la stazione di Pennsylvania.
- Stazione metropolitana (33rd Street, PATH)
- Fermata autobus